# Limerick (diktform)
Limerick är en särskild form av skämtvers som uppkallats efter staden Limerick på Irland.
En limerick ska ha fem rader och rimschemat A A B B A. Första raden kan sluta med ett geografiskt namn och innehållet bör vara ekvivokt, zeugmatiskt eller innehålla en oväntad knorr. Antalet stavelser är inte givet, men den första, andra och femte raden har vanligen åtta till tio, medan den tredje och fjärde har fem eller sex stavelser. Raderna 1, 2 och 5 ska dock ha tre betonade stavelser och de övriga raderna två.
Limerickens egentliga ursprung är okänt; bland andra Edward Lear populariserade formen. En typisk Lear-limerick:

There was an Old Man of Cape Horn

Who wished he had never been born;

So he sat on a chair,

Till he died of despair,

That dolorous Man of Cape Horn.

(ur Lear: A book of nonsense).
Den första dikten i limerickens klädnad anses ha varit Tom o' Bedlam (cirka 1600), varur denna är tagen

From the hag and hungry goblin 

That into rags would rend thee

And the spirit that stands 

by the naked man, 

In the book of the moons defend yee.